# ヴァイオリニスト
ヴァイオリニスト（英: violinist;[vaɪəˈlɪnɪst]）は、ヴァイオリンを演奏する事を職業としており、コンサートなどを開きヴァイオリンの演奏家として生計を立てる人を指す。

## 著名なヴァイオリニスト

### クラシック音楽
五十音順。クラシック音楽の演奏家一覧#ヴァイオリン奏者も参照のこと。

#### 海外
あ行
- レオポルト・アウアー
- シュムエル・アシュケナジ
- サルヴァトーレ・アッカルド
- ジャン＝バティスト・アッコーライ
- モーリス・アッソン
- ピエール・アモイヤル
- フェリックス・アーヨ
- ジャン・アラール
- エンリケ・フェルナンデス・アルボス
- マウロ・イウラート
- イリヤ・イオフ
- アニヤ・イグナティウス
- ウジェーヌ・イザイ
- ピエタリ・インキネン
- ティボール・ヴァルガ
- ワンダ・ウィウコミルスカ
- ヘンリク・ヴィエニャフスキ
- ジノ・ヴィニコフ
- アウグスト・ウィルヘルミ
- ジョコンダ・デ・ヴィート
- シャーンドル・ヴェーグ
- フランツ・フォン・ヴェチェイ
- ワルター・ウェラー
- エミー・ヴェルヘイ
- マキシム・ヴェンゲーロフ
- ウート・ウーギ
- エウゲニア・ウミンスカ
- ピーター・ウンジャン
- ジョルジェ・エネスク
- ヴェロニカ・エーベルレ
- ミッシャ・エルマン
- ドヴィ・エルリー
- ミシェル・オークレール
- リカルド・オドノポソフ
- イーゴリ・オイストラフ
- ダヴィッド・オイストラフ
- イゴール・オジム
- 小野アンナ

か行
- レオニダス・カヴァコス
- サシュコ・ガヴリーロフ
- オレグ・カガン
- ジョナサン・カーネイ
- ルノー・カピュソン
- リュシアン・カペー
- ハビブ・カヤレイ
- イリヤ・カーラー
- カール・フォン・ガラグリ
- イヴァン・ガラミアン
- フェリックス・ガリミール
- ジュリアーノ・カルミニョーラ
- ピーナ・カルミレッリ
- レイモン・ガロワ＝モンブラン
- ジャン＝ジャック・カントロフ
- イヴリー・ギトリス
- デイヴィッド・ギャレット
- ライナー・キュッヒル
- ジョーゼフ・ギンゴールド
- ブロニスワフ・ギンペル
- シギスヴァルト・クイケン
- ペッカ・クーシスト
- フランコ・グッリ
- ロイ・グッドマン
- ペーター・グート
- ヤン・クベリーク
- フリッツ・クライスラー
- ルイス・クラスナー
- ヴァレリー・クリモフ
- アルテュール・グリュミオー
- ノラ・グルムリーコヴァー
- ジャニス・グレアム
- ヘルマン・クレバース
- ギドン・クレーメル
- イザベル・ファン・クーレン
- ゲオルク・クーレンカンプ
- シュテフィ・ゲイエル
- ナイジェル・ケネディ
- ラインハルト・ゲーベル
- レオニード・コーガン
- ヤロスラフ・コチアン
- パウル・コハンスキ
- ルドルフ・コーリッシュ
- ボリス・ゴールドシュタイン
- ミハイル・ゴルトシュタイン
- シモン・ゴールドベルク

さ行
- フリードリヒ・ザイツ
- アルバート・サモンズ
- パブロ・デ・サラサーテ
- ナージャ・サレルノ＝ソネンバーグ
- ヨーゼフ・シヴォー
- カミッロ・シヴォリ
- イヴァン・ジェナティー
- オタカール・シェフチーク
- アンドレ・ジェルトレル
- ヘンリク・シェリング
- ヨゼフ・シゲティ
- ドミトリー・シトコヴェツキー
- ユリアン・シトコヴェツキー
- ギル・シャハム
- オリヴィエ・シャルリエ
- シャンタル・ジュイエ
- ミシェル・シュヴァルベ
- アラベラ・美歩・シュタインバッハー
- アレクサンダー・シュナイダー
- ヴォルフガング・シュナイダーハン
- エリック・シューマン
- オスカー・シュムスキー
- エレーヌ・ジュルダン＝モランジュ
- ヤープ・シュレーダー
- リーラ・ジョセフォウィッツ
- ヨゼフ・シルヴァースタイン
- シン・ヒョンス
- エフレム・ジンバリスト
- ピンカス・ズーカーマン
- ヨゼフ・スーク
- カール・ズスケ
- アイザック・スターン
- サイモン・スタンデイジ
- ニコライ・ズナイダー
- ウラディーミル・スピヴァコフ
- ギヨーム・シュートル
- セーケイ・ゾルターン
- ロベール・ソエタン
- エミール・ソーレ

た行
- ヤン・ダーメン
- イェリー・ダラーニ
- リリア・ダルボーレ
- レイ・チェン
- サラ・チャン
- チー・ユン
- アナスタシア・チェボタリョーワ
- チョン・キョンファ
- フランク・ペーター・ツィンマーマン
- トマス・ツェートマイアー
- エドヴァルド・ツェンコフスキー
- グリゴラシュ・ディニク
- ジャック・ティボー
- ドロシー・ディレイ
- クリスティアン・テツラフ
- オーギュスタン・デュメイ
- エドゥアール・デルデヴェス
- サミュエル・ドゥシュキン
- ヤン・トマソウ
- オリヴィア・ドーラ
- フランティシェク・ドルドラ
- ヴィクトル・トレチャコフ

な行
- イフラ・ニーマン
- グレブ・ニキティン
- ジネット・ヌヴー

は行
- エディト・パイネマン
- ヤッシャ・ハイフェッツ
- ジェルジ・パウク
- ニコロ・パガニーニ
- モニカ・ハジェット
- ヨーゼフ・ハシッド
- セルゲイ・ハチャトゥリアン
- リサ・バティアシュヴィリ
- テディ・パパヴラミ
- アテフ・ハリム
- ワルター・バリリ
- シャールス・バルケル
- ラインホルト・バルヒェット
- イツァーク・パールマン
- ヒラリー・ハーン
- クロエ・ハンスリップ
- ファビオ・ビオンディ
- フリードリヒ・ヴィルヘルム・ピクシス
- マラト・ビゼンガリエフ
- マーティン・ビーヴァー
- ギュンター・ピヒラー
- ウェルナー・ヒンク
- イザベル・ファウスト
- アディラ・ファチーリ
- ユリア・フィッシャー
- グジェゴシュ・フィテルベルク
- クリスチャン・フェラス
- ユージン・フォドア
- ヤン・フジマリー
- ギラ・ブスタボ
- ジョセフ・フックス
- アドルフ・ブッシュ
- ヴァーツラフ・フデチェク
- イェネー・フバイ
- ブロニスラフ・フーベルマン
- パメラ・フランク
- アイオナ・ブラウン
- ガイ・ブラウンシュタイン
- パメラ・フランク
- ジノ・フランチェスカッティ
- ミヒャエル・フリッシェンシュラーガー
- ジョージ・ブリッジタワー
- ヴァーシャ・プルジーホダ
- ヨッヘン・ブルシュ
- ウィリー・ブルメスター
- ジェラール・プーレ
- ハイマン・ブレス
- フレッシュ・カーロイ
- リッカルド・ブレンゴーラ
- アドルフ・ブロツキー
- ザハール・ブロン
- ヴィリー・ヘス
- ゲルハルト・ヘッツェル
- ニコラ・ベネデッティ
- ジョシュア・ベル
- ボリス・ベルキン
- ウルフ・ヘルシャー
- クレール・ベルナール
- パヴェル・ベルマン
- トーマス・ヘンゲルブロック
- イダ・ヘンデル
- アリーナ・ポゴストキーナ
- ヴィリー・ボスコフスキー
- レイチェル・ポッジャー
- ゲルハルト・ボッセ
- ローラ・ボベスコ
- パヴェル・ポポフ
- ジークフリート・ボリース

ま行
- アン・アキコ・マイヤース
- カテリーナ・マヌーキアン
- ヨハンナ・マルツィ
- アンリ・マルトー
- アンドルー・マンゼ
- ロベルト・ミケルッチ
- ナタン・ミルシテイン
- シュロモ・ミンツ
- アンネ＝ゾフィー・ムター
- ヴィクトリア・ムローヴァ
- ヴァネッサ・メイ
- ユーディ・メニューイン
- エリカ・モリーニ

や行
- 有希・マヌエラ・ヤンケ
- レオポルト・ヤンサ
- ジャニーヌ・ヤンセン
- ダイアナ湯川
- ヨーゼフ・ヨアヒム

ら行
- カイ・ラウアセン
- ズザーネ・ラウテンバッハー
- フェルディナント・ラウプ
- ジュリアン・ラクリン
- ハイメ・ラレード
- ルッジェーロ・リッチ
- ペーター・リバール
- アンドレ・リュウ
- チョーリャン・リン
- ジョセフ・リン
- マイケル・レビン
- ヴァディム・レーピン
- エドゥアルト・レメーニ
- アーロン・ローザンド
- マックス・ロスタル
- アルマ・ロゼ
- アルノルト・ロゼ

#### 日本
あ行
- 相曽賢一朗
- 安芸晶子
- 朝枝信彦
- 東彩子
- 安彦千恵
- 安保有美
- 荒井英治
- 新井淑子
- 荒谷正雄
- 安藤幸
- 生沼晴嗣
- 石井志都子
- 石亀協子
- 石川静
- 磯恒男
- 磯部舞子
- 伊藤奏子
- 伊藤文乃
- 伊藤亮太郎
- 巖本真理
- 上里はな子
- 植村理葉
- 潮田益子
- 兎束龍夫
- 宇根京子
- 梅津美葉
- 浦川宜也
- 漆原朝子
- 漆原啓子
- 海野義雄
- 枝並千花
- 江藤俊哉
- 尾池亜美
- 大谷玲子
- 大谷康子
- 大林修子
- 大平まゆみ
- 岡崎慶輔
- 岡田鉄平
- 岡部磨知
- 岡山潔
- 奥幸代
- 奥村喜音子
- 奥村愛
- 小栗まち絵
- 小野明子
- 尾花輝代充

か行
- 小泉奈美　12人のバイオリニスト
- 景山誠治
- 樫本大進
- 勝井祐二
- 加藤知子
- 金子飛鳥
- 上井ゆき野
- 神尾真由子
- 上敷領藍子
- 神谷美千子
- 川井郁子
- 川口ヱリサ
- 川久保賜紀
- 川崎雅夫
- 川崎洋介
- 川田知子
- 川畠成道
- 木嶋真優
- 木野雅之
- 木村まり
- 日下紗矢子
- 九頭見香里奈
- 工藤千博
- 久保陽子
- 久保田巧
- 久保田良作
- 栗原幸信
- ヒロ・クロサキ
- 黒沼ユリ子
- 黒柳紀明
- 黒柳守綱
- 桑野聖
- 幸田聡子
- 小島秀夫
- 小関妙
- 小関郁
- 五嶋節
- 五嶋みどり
- 五嶋龍
- 小西朝ヤンコフスカ
- 小林武史
- 小林美恵
- 小林美樹
- 小森谷巧

さ行
- 佐久間聡一
- 佐々木一樹
- 佐田大陸
- 佐藤まどか
- 佐藤陽子
- 澤和樹
- 塩川悠子
- 塩野えりさ
- 四方恭子
- 式町水晶
- 篠崎正嗣
- 篠崎史紀
- 篠崎功子
- 嶋田孝一
- 島田真千子
- 島根恵
- 清水高師
- 清水英理子
- 下斗米千寿子
- 庄司紗矢香
- 白石禮子
- 須賀陽子
- 杉浦美知
- 椙山久美
- 鈴木愛理
- 鈴木共子
- 鈴木鎮一
- 鈴木舞
- 鈴木理恵子
- 数住岸子
- 鷲見恵理子
- 鷲見四郎
- 鷲見三郎
- 諏訪根自子
- 諏訪内晶子
- 瀬﨑明日香
- 千住真理子
- 宗倫匡

た行
- 高嶋ちさ子
- 高木和弘
- 高田あずみ
- 高橋誠
- 高橋紘子
- 高橋筆子
- 瀧村依里
- 竹内愛
- 竹澤恭子
- 竹島愛弓
- 田澤明子
- 田島高宏
- 辰巳明子
- 田中晶子
- 田中直子
- 田野倉雅秋
- 玉井菜採
- 千々岩英一
- 千葉清加
- 千葉純子
- 辻井淳
- 辻久子
- 辻吉之助
- 寺内詩織
- 寺神戸亮
- 天満敦子
- 東儀祐二
- 時津英裕
- 徳江尚子
- 徳永二男
- 戸田弥生
- 外山滋
- 豊嶋泰嗣
- 豊田耕児
- 豊田弓乃

な行
- 長尾春花
- 中澤きみ子
- 長沼由里子
- 長原幸太
- 中西俊博
- 中村静香
- 中村太地
- 中村雅都
- 中山裕一
- 名倉淑子
- 夏目純一
- 西江辰郎
- 西川豪
- 西崎崇子
- 二村英仁
- 沼田園子
- 野口千代光

は行
- 服部譲二
- 花井悠希
- 原田幸一郎
- 平崎真弓
- 広瀬悦子
- 広幡圭人
- 福留史紘
- 藤川真弓
- 藤原浜雄
- 古澤巌
- 堀伝
- 堀正文
- 堀米ゆず子

ま行
- maiko
- 前橋汀子
- 松浦梨沙
- 松田理奈
- 松本紘佳
- 松山冴花
- 真部裕
- 三上亮
- 水谷美月
- 皆川真里奈
- 南紫音
- 水谷川陽子
- 宮崎陽江
- 宮下綾子
- 深山尚久
- 宮本笑里
- 毛利友美
- 森悠子
- 森下幸路
- 茂木公史
- 森部静武
- 森本由希子

や行
- 安永徹
- 矢野玲子
- 矢部達哉
- 山内達哉
- 山口裕之
- 山崎貴子
- 山田晃子
- 梁美沙
- 由良浩明
- 吉田直矢
- 吉田恭子
- 吉村知子
- 吉村妃鞠
- 米元響子

わ行
- 若松夏美
- 若林暢
- 渡辺茂夫
- 渡邊達徳
- 渡辺剛
- 渡辺實和子
- 渡辺玲子
- 和波孝禧

### ジャズ・ロックその他
- アリソン・クラウス
- エディ・ジョブソン
- 大倉めぐみMeg Okura
- 大城敦博[1]
- 落合徹也
- 勝井祐二
- 門脇大輔
- 金子飛鳥
- 金原千恵子
- 喜多直毅
- ジェニ7000（ピストルバルブ）
- ジャン＝リュック・ポンティ
- SHOGO
- ステファン・グラッペリ
- スヴェン・アスムッセン
- SUGIZO（LUNA SEA,X JAPAN）
- 高橋誠
- 武川雅寛
- ダリル・ウェイ
- 土屋玲子
- 寺井尚子
- ドロシーみきこ
- トゥーセット・ヴァイオリン（クラシック＋コメディ、デュオ）
- NAOTO
- 葉加瀬太郎[2]
- 東出真緒（BIGMAMA）
- 平松加奈（スパニッシュ・コネクション）
- maiko
- マグナム小林
- 松尾依里佳
- 室屋光一郎
- YOU（GACKT Job）
- 悠情（You Joe Ceili Band）
- Yui（Vanilla Mood）
- 依田彩
- Sarina
- MasahiRo（ボヘミアン・アーティスト）
- kanaco
- 山根星子（タンジェリン・ドリーム）
- Tatsu（NormCore）